# ام‌اس‌سی کروژ

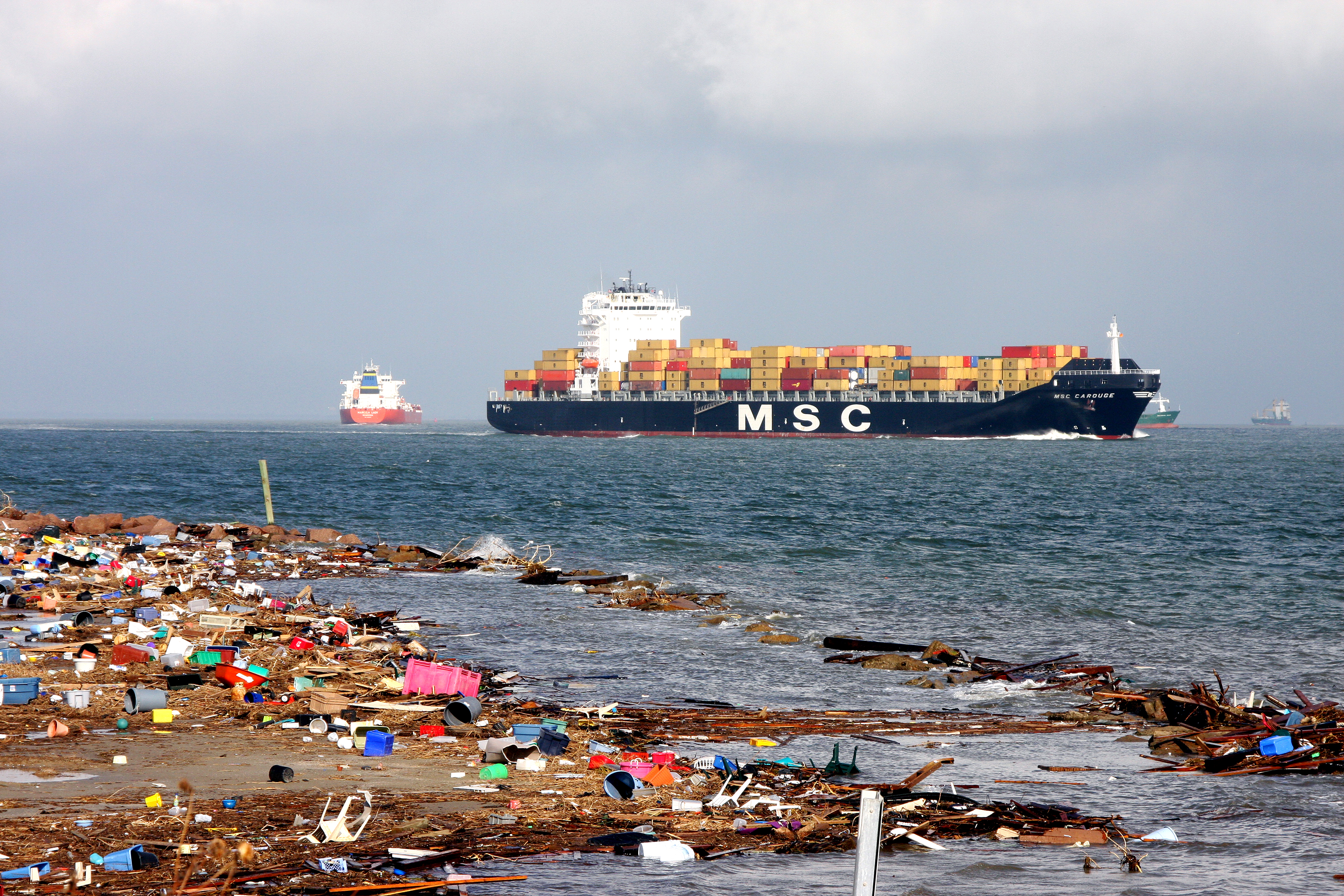
گالوستون، تگزاس، 22 سپتامبر 2008 - کشتی های باری و تانکرها در ساحل منتظر بازگشایی بنادر در گالوستون هستند. از زمانی که طوفان آیک منطقه را تحت تأثیر قرار داد، کشتی‌های دریایی از بنادر منحرف شده‌اند. ساحل مملو از آوارهای رسوب‌شده توسط طوفان است. رابرت کافمن / FEMA

ام‌اس‌سی کروژ (به انگلیسی: MSC Carouge) یک کشتی است که طول آن ۲۷۵ متر (۹۰۲ فوت) می‌باشد. این کشتی در سال ۲۰۰۷ ساخته شد.